# Exoneura obscura
Exoneura obscura är en biart som beskrevs av Johann Dietrich Alfken 1907. Exoneura obscura ingår i släktet Exoneura och familjen långtungebin. Inga underarter finns listade i Catalogue of Life.

## Bildgalleri

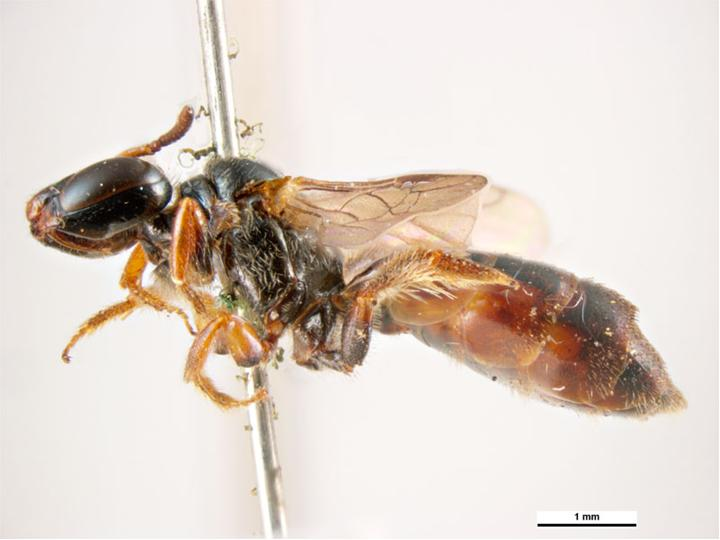